# Alparslan Türkeş
Alparslan Türkeş (Nicósia, 25 de novembro de 1917 — Ancara, 4 de abril de 1997) foi um político turco de extrema-direita que foi o fundador e o presidente do Partido da Ação Nacionalista. Ele representou a extrema-direita turca no espectro político e foi julgado por um conselho de guerra baixo as acusações de "atividades fascistas e racistas" em 1945, sendo-lhe retirados os cargos em 1947. Ele ainda é chamado Başbuğ ("Líder") pelos seus seguidores.

## Primeiros anos
Türkeş nasceu em Nicósia, numa família de cipriotas turcos em 1917. O seu bisavô emigrou ao Chipre desde Kayseri, nos anos de 1860. O seu pai, Ahmet Hamdi Bey, era de Tuzla, perto de Famagusta, e a sua mãe, Fatma Zehra Hanım, era de Lárnaca.
Em 1932 Türkeş emigrou à Turquia com a sua família. Ele entrou no liceu militar em Istambul em 1933 e completou os seus estudos secundários em 1936. Em 1938, ele aderiu à armada e a sua carreira militar começou.

## Carreira política
Ele ganhou popularidade como o porta-voz do golpe de estado na Turquia em 1960 contra o governo do naquela altura primeiro-ministro Adnan Menderes, o qual foi executado depois de um julgamento posterior ao golpe. Contudo o coronel Türkeş foi expulsado por um golpe interno na própria junta. Ele depois aderiu ao Partido Republicano dos Campos (em turco: Cumhuriyetçi Köylü Millet Partisi, CKMP) e foi eleito como seu presidente. Em 1969 o CKMP foi renomeado Partido da Ação Nacionalista (em turco: Milliyetçi Hareket Partisi, MHP).
Türkeş serviu como vice-primeiro-ministro na direitista Frente Nacional (em turco: Milliyetçi Cephe).

## Vida pessoal
Türkeş casou-se duas vezes e teve sete filhos. Ele casou-se com Muzaffer Hanım em 1940 e tiveram quatro filhas (Ayzit, Umay, Selcen e Çağrı) e um filho (Tuğrul). O casamentos durou até à morte da sua mulher em 1974. Em 1976 Türkeş casou-se com Seval Hanım e tiveram uma filha (Ayyüce) e um filho (Ahmet Kutalmış).
Türkeş morreu de um ataque cardíaco com 80 anos o 4 de abril de 1997. O anuncio da sua morte foi atrasado por cinco horas enquanto eram tomadas medidas de segurança na Turquia; depois disso, milhares dos seus apoiantes foram ao Hospital Bayindir a cantar "Os líderes nunca morrem". O seu funeral teve lugar na Mesquita Kocatepe em Ancara.

## Ideologia
Türkeş adotou as visões direitistas dos seus predecessores tais como Nihal Atsız, o qual era conhecido pelos seus pontos de vista racistas, e transformou-os numa poderosa força política. Em 1965, Türkeş lançou um cartaz político titulado "Dokuz Işık Doktrini" (Doutrina das Doze Luzes). O texto listava nove princípios básicos os quais formaram as bases dessa ideologia; eram: o nacionalismo, o idealismo, o maralismo, o societalismo, cientificismo, o irredentismo, o ruralismo, o progressismo, o populismo, o industrialismo e o utopismo tecnológico.

## Legado
Türkeş é uma figura fundamental no nacionalismo turco e no panturquismo desde os anos de 1940 em diante. Pouco depois da sua morte em 1997, o antigo presidente turco Süleyman Demirel afirmou que a sua morte tinha sido "uma grande perda na vida política da Turquia". De forma similar, a primeira mulher a ser primeiro-ministro da Turquia, Tansu Çiller, descreveu-o como um "indivíduo histórico":
É também uma personalidade controversa, juntamente com a sua família; especialmente desde a sua morte.